# Chłopi arystokraci

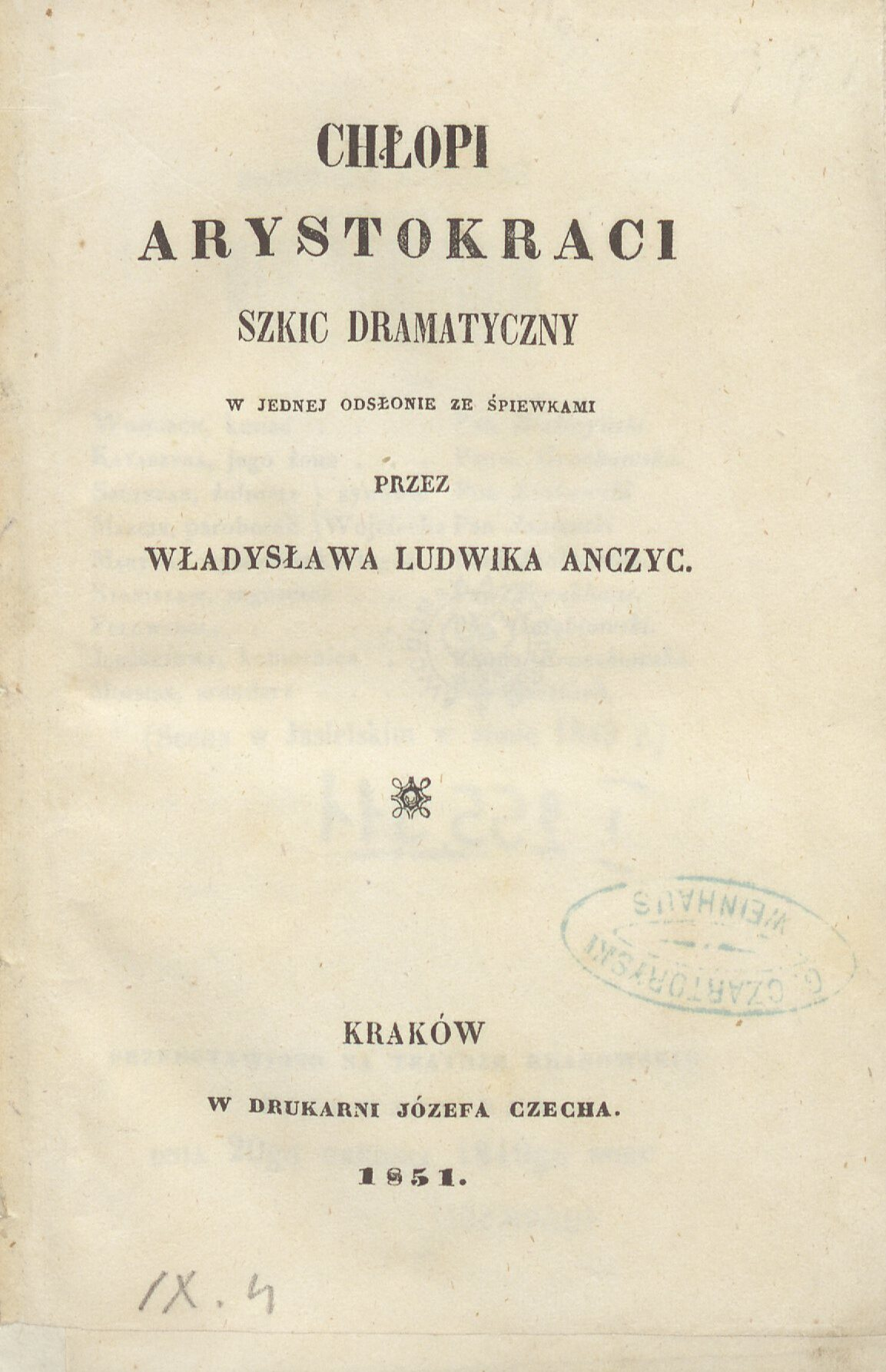
Chłopi arystokraci (1851)

Chłopi arystokraci: szkic dramatyczny w jednym akcie ze śpiewkami – utwór dramatyczny Władysława Ludwika Anczyca. Prapremiera odbyła się w Krakowie 20 grudnia 1849.

## Tło historyczne
Akcja utworu rozgrywa się w Galicji w zimie 1849 r., w krótkim czasie po uwłaszczeniu chłopów. Ta okoliczność (wraz ze wzbogaceniem się kosztem sieroty Marysi) powoduje, że bohaterowie czują się jak arystokraci. Żywa jest pamięć o rabacji galicyjskiej (Koguciakowa żałuje, że jej mąż uciekł do lasu zamiast iść z innymi i grabić dwory). 

## Treść
Tytułowymi chłopami-arystokratami są Koguciakowie, którzy jeszcze niedawno musieli obrabiać pańszczyznę, a teraz posiadają własny dom i nie muszą nikomu służyć. Z tego powodu demonstrują swoją wyższość nad komornikami (np. Koguciakowa każe mówić o swym synu "pan Koguciński"). Szczególnie okrutnie poniewierają posługującą u nich sierotą – Marysią. Sami jednak majątek nabyli nieuczciwie: grunt i chałupę powierzył im w opiekę ojciec Marysi – Bartłomiej, gdy trzynaście lat temu został powołany do wojska. Po pewnym czasie Koguciakowie, sądząc że Bartłomiej nie żyje, przywłaszczyli majątek, a z Marysi zrobili sługę. Teraz dochodzą ich wieści, że Bartłomiej żyje i jest w drodze do domu. Aby się ratować, zawierają układ z Żydem Mojśkiem: Mojsiek (w zamian za długi Koguciaków) zabierze Marysię daleko stąd i przekaże na służbę do jakiegoś żydowskiego domu. Wówczas Koguciakowie będą mogli powiedzieć Bartłomiejowi, że jego córka zmarła. W obronie Marysi staje syn Koguciaków – Marcinek, który jest w niej zakochany, oraz Feldwebel, który odwiedził dom i żywo interesuje się całą sytuacją. Okazuje się, że Feldwebel jest Bartłomiejem – ojcem Marysi. Bartłomiej oddaje Marcinkowi Marysię za żonę wraz z całym gospodarstwem, w podziękowaniu za to, że ją kochał, kiedy inni nią poniewierali. Koguciakom również przebacza i pozwala im w spokoju wyprowadzić się do chaty pod lasem.